# Rusudan Chkonia
Rusudan Chkonia (en géorgien : რუსუდან ჭყონია et phonétiquement en français : Roussoudane Tchkhonia), née le 25 avril 1978  à Tbilissi en Géorgie (à l’époque en URSS), est une  cinéaste géorgienne, actrice, réalisatrice de courts et longs métrages –notamment franco-géorgiens- et productrice de films,,. 

## Biographie
Après son diplôme de la Faculté de cinéma et de télévision de l’Université d'État de théâtre et de cinéma Chota Roustavéli de Tbilissi, elle participe en 2006 au Talent Campus de la Berlinale et elle complète sa formation en résidence à Paris à la Cinéfondation du Festival de Cannes en 2007. 

## Filmographie

### Long métrage
- 2011 : Keep Smiling (Gaigimet)

### Courts métrages
- 2007 : C’est la vie
- 2001 : Mat sakheli ar Gaachniat (Children Without A Name)

## Prix
- Keep Smiling : nomination (Venice Days) à la Mostra de Venise 2012,  Antigone d’Or Festival du cinéma méditerranéen de Montpellier 2012, Prix du jury CICAE Festival international du film de Vilnius 2013.